# Afzalpur
Afzalpur là một thị xã panchayat trong quận Gulbarga trong bang Karnataka của Ấn Độ.

## Địa lý
Afzalpur có vị trí 17°12′B 76°21′Đ / 17,2°B 76,35°Đ Nó có độ cao trung bình là 408 mét (1338 foot).

## Cơ cấu dân số
Theo điều tra dân số Ấn Độ năm 2001, Afzalpur có dân số 19.114 người. Nam giới chiếm 52% dân số, nữ giới chiếm 48% dân số. Afzalpur có tỷ lệ biết chữ bình quân 54%, thấp hơn mức trung bình 59,5% của toàn quốc; với 60% đàn ông và 40% phụ nữ biết chữ. 13% dân số có độ tuổi dưới 6.